# Ideästhesie

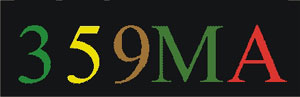
Ein Beispiel für Graphem-Farb-Assoziationen, für die die Bezeichnung „Ideasthesie“ zutreffender ist als „Synästhesie“

Ideästhesie (auch Ideasthesie, englisch ideasthesia, auch ideaesthesia) bezeichnet ein Wahrnehmungsphänomen am Berührungspunkt zwischen konzeptuellen und sensorischen mentalen Vorgängen. Dabei ruft ein aktiviertes Konzept, der sog. Auslöser (englisch inducer) eine sensorische Empfindung hervor, die sog. Begleitempfindung (englisch concurrent). Ein Mensch mit dieser Fähigkeit nimmt zum Beispiel eine Farbe (etwa rot) wahr, wenn er einen Buchstaben (z. B. ein A) erkennt.

## Begriff
Der Begriff „Ideasthesia“ stammt aus der englischsprachig dominierten internationalen Synästhesie-Forschung und bezeichnet einen Teilbereich aller synästhetischen Phänomene. Analog zur Synästhesie wird er als Ideasthesie oder Ideästhesie eingedeutscht. Er stammt aus dem Griechischen, „idea“+„aisthesis“, und bedeutet Konzepte wahrnehmen oder Ideen spüren. Das heißt, ein abstraktes Konzept wird durch die Begleitempfindung sinnlich erfahrbar.
Der Hauptgrund für die Einführung des neuen Begriffs „Ideästhesie“ war die Häufung empirischer Befunde, die zeigten, dass der Begriff „Synästhesie“ in vielen Fällen eine fehlleitende Erklärung für die damit bezeichneten Phänomene suggeriert: Häufig als „Verbindung von Sinneskanälen“ oder „Vermischung der Sinne“ übersetzt, impliziert „Synästhesie“, dass Auslöser und Begleitempfindung beide von sensorischer Qualität sind und sich gleichberechtigt verbinden, ohne dass die kognitive Verarbeitungsebene dafür relevant wäre. Dagegen zeigt die jüngere Forschung, dass die meisten „synästhetischen“ Wahrnehmungen an semantische Repräsentationen, also die Bedeutung des auslösenden Konzeptes, gebunden sind. Demgegenüber spielen die sensorischen Eigenschaften eines Auslösers (z. B. die Aussprache eines Buchstabens) eine nachrangige Rolle. Durch die Erforschung der Ideästhesie würde die Wissenschaft einen wichtigen Beitrag zur Lösung von Fragen um das Geheimnis des menschlichen Bewusstseins leisten, das der Ideästhesie zufolge, auf Aktivierung von Konzepten beruht.
Die folgende Tabelle zeigt die unterschiedlichen theoretischen Annahmen, die „Ideästhesie“ und „Synästhesie“ implizit über das Wesen von „Inducer“ und „Concurrent“ machen:

Welche der beiden Formen heißt „Buba“ und welche „Kiki“? Darüber sind sich die allermeisten Leute sofort einig. Dies ist ein Beispiel für Ideästhesie, da die Konzeptualisierung des Stimulus eine zentrale Rolle spielt.

|             | Inducer    | Concurrent |
| ----------- | ---------- | ---------- |
| Synästhesie | sensorisch | sensorisch |
| Ideästhesie | semantisch | sensorisch |

## Ideästhesie im Alltag
In jüngster Zeit geht man davon aus, dass das Bouba-Kiki-Phänomen ein Fall von Ideästhesie ist. Die meisten Menschen sind sich einig darüber, dass das sternförmige Objekt auf der linken Seite Kiki und das runde auf der rechten Bouba heißt. Es wurde angenommen, dass diese Assoziationen von direkten Verbindungen zwischen dem visuellen und auditorischen Kortex herrühren. Nach dieser Hypothese wird beispielsweise die Darstellung von zackigen Umrissen des sternförmigen Objekts mit dem Klang des Wortes „Kiki“ assoziiert. Gomez et al., haben jedoch gezeigt, dass Kiki/Bouba-Assoziationen viel reicher sind, da jedes Wort und jedes Bild semantisch mit einer Reihe von Begriffen wie weiß oder schwarz, weiblich versus männlich, kalt versus heiß und andere assoziiert wird. Sowohl Kiki als auch die Sternform repräsentieren die Eigenschaften klug, klein, dünn und nervös. Dies deutet darauf hin, dass sich hinter dem Kiki-Bouba-Effekt ein reiches semantisches Netzwerk verbirgt. Mit anderen Worten, unsere sensorische Erfahrung wird weitgehend durch die Bedeutung bestimmt, die wir Reizen zuweisen. Die Beschreibung von Nahrungsmitteln ist ein weiterer Bereich, in der ideästhetische Zuordnungen zwischen Geschmack und anderen Sinneswahrnehmungen zu einer Form, Gestalt, eine wichtige Rolle spielen können.

## Beispiele

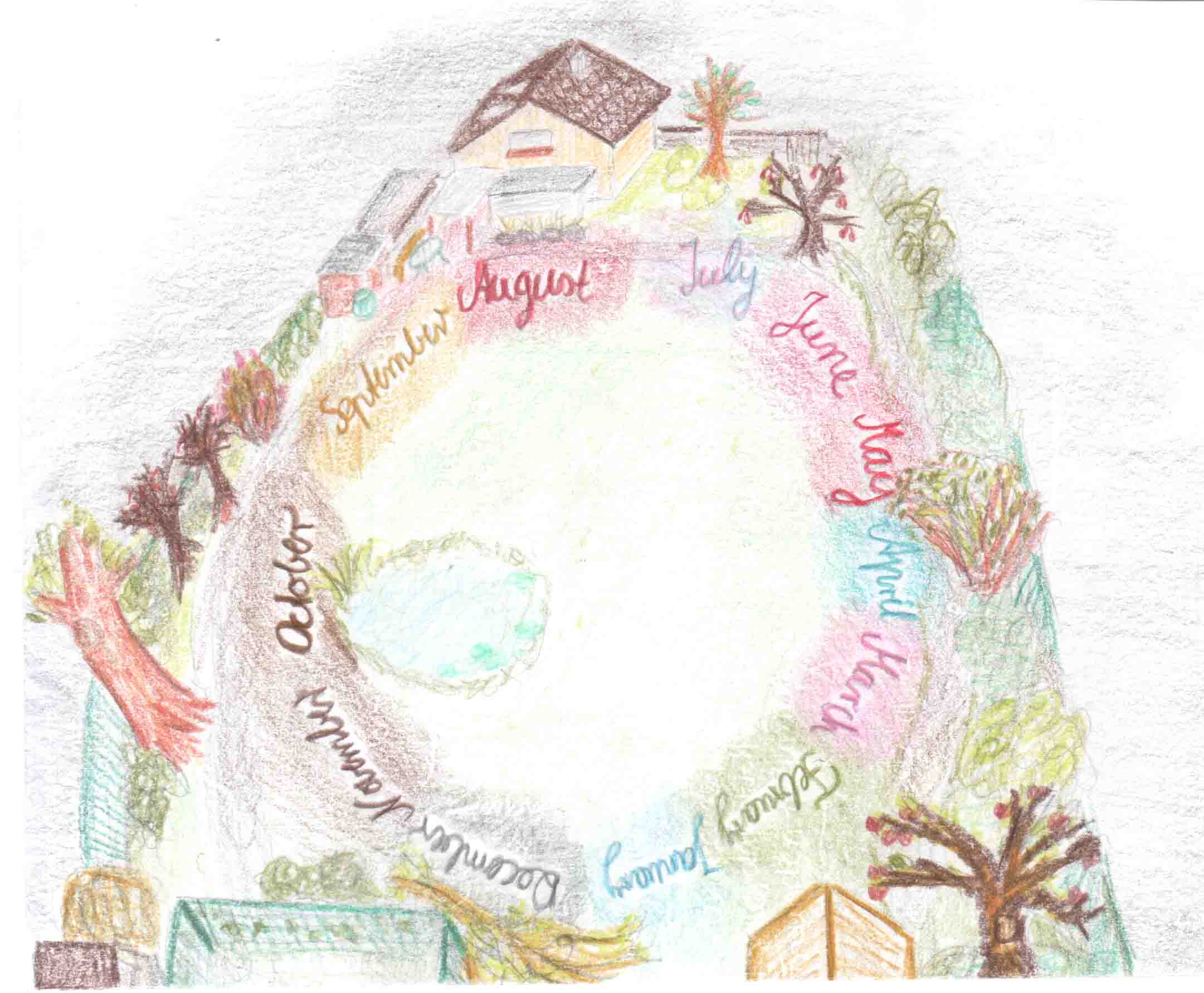
Ein Beispiel für Zeiteinheit-Raum-Synästhesie/Ideästhesie (klicke auf das Bild, um eine vergrößerte Version anzuzeigen)

Eine häufige Form der Ideästhesie ist die Verbindung von Graphemen und Farben wie im oben genannten Beispiel. Sie wird häufig als Grapheme-Farb-Synästhesie bezeichnet: Für Menschen mit dieser Form der Ideästhesie ruft jeder Buchstabe des Alphabets eine eigene lebhafte Farbempfindung hervor. Studien zeigen, dass nicht etwa die Reizkonfiguration, also die Linienform des Buchstabens, dafür ausschlaggebend ist, sondern dass die wahrgenommene Farbe vom Kontext abhängt, also davon, welche Bedeutung dieser Linienkonfiguration beigemessen wird. So kann ein zweideutiger Reiz „5“ entweder als „S“ oder „5“ interpretiert werden, je nachdem, in welchem Kontext er erscheint. Als Teil einer Zahlenreihe wird er als „5“ interpretiert werden und die Begleitfarbe dieser Zahl tragen. Als Teil eines Wortes wird er hingegen als „S“ interpretiert werden und ruft die dazu passende Farbe auf.
Die Annahme, dass Buchstaben-Farb-Verbindungen ein ideästhetisches Phänomen sind, wird außerdem durch den experimentellen Befund belegt, dass die Buchstaben-Farb-Verbindungen sehr schnell, d. h. innerhalb von Minuten, entstehen können. In einer Studie zeigte man Buchstaben-Farb-Ideästhetikern glagolithische Buchstaben, die sie nie zuvor gesehen hatten. Zwischen lateinischen und glagolithischen Buchstaben existiert eine Eins-zu-eins-Zuordnung. Die syn-/ideästhetischen Studienteilnehmer lernten in schriftlichen Übungen die glagolithischen Buchstaben anstelle der lateinischen zu verwenden – d. h. sie erwarben die Bedeutung der neuen Grapheme. Die glagolithischen Buchstaben „erbten“ daraufhin die Farben der entsprechenden lateinischen Buchstaben, sobald die Ideästhetiker mit ihrer Bedeutung vertraut geworden waren.
Auch im Falle von Wort-Geschmacks-Synästhesie deutet alles darauf hin, dass dem Phänomen ideästhetische anstelle von synästhetischen Prozessen zugrunde liegen. Bei Wort-Geschmacks-Synästhesie führt die Verbalisierung oder das Hören eines Wortes zu geschmacklichen Begleitempfindungen. Es konnte jedoch gezeigt werden, dass nicht etwa das Wort selbst die Geschmacksempfindung auslöst, sondern dass es wiederum die Bedeutung des verbalisierten Konzeptes ist, das die ideästhetische Wahrnehmung hervorruft.
Ein weiteres Beispiel für Ideästhesie ist die sog. „Schwimmstil-Synästhesie“. Hier sind die vier Grundschwimmstile (Kraul, Rücken, Brust und Delfin) mit jeweils einer eigenen Farbe verbunden. Schwimmstil-Synästhetiker, bzw. -Ideästhetiker erleben diese Farbempfindung jedoch nicht nur beim Schwimmen selbst, sondern auch, wenn sie nur ans Schwimmen denken oder entsprechende Bilder sehen. Weder die motorische Ausübung noch die propriozeptive Rückmeldung des Schwimmens sind also notwendig, um diese Ideästhesie zu bewirken, es genügt, das Konzept des Schwimmstils zu aktivieren.
Bei der Tonhöhen-Farb-Synästhesie wird der gleiche Ton mit verschiedenen Farben verbunden, je nachdem, wie er benannt wurde, obwohl sich die beiden Bezeichnungen auf denselben Ton beziehen; „cis“ wird z. B. eine rötliche Farbe haben und „des“ eine gelbliche.
One-Shot-Synästhesie: Es gibt synästhetische Erfahrungen, die nur einmal im Leben auftreten können und als One-Shot-Synästhesie bezeichnet werden. Die Untersuchung solcher Fälle hat gezeigt, dass diese einzigartigen Erfahrungen typischerweise auftreten, wenn ein Synästhetiker intensive mentale und emotionale Prozesse durchmacht, wie das Planen wichtiger Entscheidungen für die Zukunft oder das Nachdenken über sein Leben. Daraus wurde geschlossen, dass dies auch eine Form der Ideästhesie ist.
Das Konzept der Ideästhesie trägt zum Verständnis für die Entwicklung von Synästhesien bei Kindern bei. Synästhetische Kinder können konkrete Sinneserfahrungen unvermittelt abstrakten Konzepten zuordnen, mit denen sie sonst Schwierigkeiten haben. Synästhesie kann daher als ein kognitives Werkzeug verwendet werden, um mit der Abstraktheit der Lernmaterialien umzugehen, die vom Erziehungssystem eingeführt wurden – auch als „semantische Vakuumhypothese“ bezeichnet. Diese Hypothese erklärt, warum die häufigsten Auslöser für Synästhesien Grapheme und Zeiteinheiten sind – beide beziehen sich auf die ersten wahrhaftigen abstrakten Begriffe, die ein Kind beherrschen muss.
Konsequenzen für die Theorie über Kunst
Das Modell der Ideästhesie wurde oft in Bezug auf die Kunst diskutiert und wurde auch dafür genutzt, um eine psychologische Theorie über die Kunst zu formulieren. Nach dieser Theorie betrachten wir etwas als ein Kunstwerk, wenn die dadurch hervorgerufenen Erfahrungen genau mit der Semantik desselben übereinstimmen. Ein Kunstwerk veranlasst uns also zur Nachdenklichkeit und berührt uns. Darüber hinaus muss beides perfekt ausbalanciert sein, so dass der hervorstechendste Stimulus, die stärkste Empfindung (Angst, Freude, …) und eindrücklichste Erkenntnis (Erinnerung, Gedächtnis, …) hervorruft – mit anderen Worten, die Idee–Idea ist mit der Empfindung-aisthesis im Gleichgewicht.
Die Theorie der Ideästhesie über die Kunst kann für psychologische Studien der Ästhetik verwendet werden. Es kann auch dazu beitragen, Klassifizierungsstreitigkeiten über Kunst zu klären, da der Hauptgrund darin besteht, dass Kunsterfahrung nur individuell sein kann, abhängig von dem einzigartigen Wissen, den Erfahrungen und der Vergangenheit eines jeden. Es kann keine allgemeine Klassifizierung der Kunst geben, die für alle Individuen befriedigend anwendbar ist.